# 加茂倫明
加茂 倫明（かも みちあき、1994年12月11日 - ）は、日本の実業家。POL創業者。株式会社LabBase 代表取締役CEO。京都府出身。

## 略歴
父は理論経済学を専門とする京都産業大学経済学部教授の加茂知幸。母は大学職員。4歳からピアノを習い趣味で作曲活動を行う。高校時代の友人から｢平成のスティーブ・ジョブズ」と言われ、部活は中高ラグビー部でスタンドオフを担当していた。
灘中学校・高等学校卒業後、一年間の浪人を経て、東京大学工学部システム創成学科へ進学。高校2年生から起業したいと考え始め、大学ではアプリ解析・マーケティングツールを提供する「Repro（リプロ）」など数社で長期のインターンを経験。2015年9月からは半年間休学してシンガポールに渡り、REAPRAグループのHealthBankにてプロダクトマネージャーとして「オンラインダイエットサービス」の立ち上げを行う。大学では浪人、休学、留年を経験。
個人間融資で500万円の資本金で2016年9月にPOL（ポル：東京都）を2年生で創業。 研究者がより研究に専念できるよう、LabTech（研究×Technology）領域における課題解決に注力。研究内容をもとに優秀な理系学生をスカウトできる新卒採用サービスの『LabBase（ラボベース）』を2017年の4月にリリース。専門知識が豊富な理系学生や研究員を採用したい企業との間を取り持つビジネスを開始。ICCカンファレンスKYOTO 2017 優勝。その後産学連携を加速する研究者プラットフォーム『LabBase X』の運営開始。
元ガリバーインターナショナル（現IDOM）専務取締役の吉田行宏を共同創業者に、元グリー執行役員兼開発本部長の梶原大輔を技術顧問で、2019年には12名の新卒採用を実施した。BS朝日「Fresh Faces ～アタラシイヒト～」に出演。
次世代を担うアジアの若手が選出される『Forbes 30 Under 30 Asia 2019』のヘルスケア＆サイエンス部門、Forbes JAPANとEL BORDEによる「EL BORDE特別賞」大学在学中の24歳で選ばれている。2020年、Business Insider Japan主催のビジネスカンファレンス｢BEYOND MILLENNIALS（ビヨンド・ミレニアルズ）｣ではパナソニック賞を受賞。2021年には「LabBase（ラボベース）」の学生登録は3万人。そのうち9割が大学院修士課程の学生（市場シェアの3割）が登録。国内の理系の大学院生の4割以上（2023年4月時点）が登録している。
2022年9月に社名を株式会社LabBaseへ変更し、サービスブランドをすべてLabBase◯◯に統一。翌月に3歳年上のフジテレビアナウンサーの小澤陽子と結婚。